# Суринамски брашнояд
Суринамският брашнояд (Oryzaephilus surinamensis) е малък бръмбар от семейство Cucujidae, разпространен и в България.

## Общи сведения
- Дължина на тялото: около 2—2,5 mm.
- Хитиновата обвивка е кафява, тялото е издължено, тясно и плоско. Устният апарат е от гризещ тип. Имат бухалковидни антени със средна големина. От двете страни на гърдите са разположени по шест зъбчати проекции. Ларвите са бели до жълтеникави.

## Разпространение
Суринамският брашнояд има повсеместно разпространение. Складов неприятел.

## Размножаване
Женската снася до 400 яйца по житни и зърнени храни, брашно (откъдето идва името му), сушени плодове и подправки. Ларвите се развиват бързо, особено на влажни места (с относителна влажност на въздуха над 14%), като се хранят със складираните продукти. Какавидират в пукнатини и пролуки. Ларвите завършват развитието си за 4-6 седмици в зависимост от температурата на въздуха. Възрастните индивиди понякога живеят дълго, до 3 години.